# G&N Brands
G&N Brands es el holding chileno de comida rápida que agrupa a las marcas Doggis, Juan Maestro, Mamut, Tommy Beans y Lovdo Pizza. Como marca nació en 1991,  sin embargo, su primer antecedente se traslada a la década de los 80, cuando existió en primer lugar como una fuente de soda. 
Actualmente, es la cadena de franquicias culinarias de origen chileno más importante del país. De hecho, según datos entregados por la compañía, cuenta con más de 340 locales repartidos por el país, ofreciendo cerca de 8 mil puestos laborales en Chile.
El holding, que forma parte del portafolio de inversiones de The Carlyle Group para Latinoamérica, cuenta con un promedio de 30 millones de consumidores al año.

## Antecedentes
Como ha revelado la compañía en diferentes ocasiones, G&N Brands, el antecedente más antiguo de G&N Brands se sitúa en Santiago, en 1983, cuando sus socios fundadores decidieron probar suerte con una fuente de soda. El éxito de la misma los llevó a pensar en amplificarse mediante un sistema de franquicias.
Y si bien tuvieron que pasar siete años antes de concretar ese proyecto, para 1991 los socios fundadores instalan el primer restaurante de Doggis, el cual se especializó en hot dogs o completos chilenos. Esta marca comenzó a ganar potencial para el sistema de franquicias que dio paso a la amplificación de G&N Brands a otras marcas como Mamut, Juan Maestro, Tommy Beans. La última en sumarse a este holdging fue LOVDO Pizza, que fue lanzada a finales de 2020.